# Xiaomi Mi 4c
Lo  Xiaomi Mi 4c è uno smartphone prodotto dalla cinese Xiaomi. È stato presentato il 22 settembre 2015. È equipaggiato con uno schermo FHD 1920*1080 da 5" pollici ed un processore di fascia alta della casa Qualcomm.

## Caratteristiche
Durante la conferenza stampa di presentazione, Lei Jun CEO di Xiaomi, ha elencato le caratteristiche del nuovo smartphone.

### Design
Xiaomi ha proposto sul 4c un design unibody di fattura ultra-compatta. Il terminale è composto prevalentemente da plastica, opaca sul retro, in modo da essere oleo repellente. Lo smartphone possiede tuttavia pulsanti in acciaio inossidabile. Il coperchio posteriore presenta 114 fori per l'altoparlante principale creati attraverso un processo di foratura CNC. Sotto i fori degli altoparlanti c'è un piccolo rialzo di circa 1 millimetro, che offre un migliore suono e protegge il coperchio posteriore dall'usura. In alto troviamo la fotocamera, il flash dual-tone (true tone) e il microfono per la cancellazione del rumore. L'azienda ha aggiunto sulla custodia posteriore uno strato oleo-repellente per una maggiore resistenza alle impronte digitali, è la prima volta Xiaomi offre uno smartphone con uno strato di protezione anti-impronta. La struttura interna del Mi 4c è fatta da una specifica lega di magnesio che conferisce robustezza al device. Integrata all'interno dell'apparecchio, è indispensabile per proteggere i componenti interni dello smartphone da vari incidenti..

### Componenti

#### SIM
Il Mi 4c è un terminale dual-sim. È compatibile con 16 bande 4G (da 1800 Mhz e la 2600Mhz in 4G FDD-LTE).

#### Schermo
Lo schermo ha una dimensione di 5 pollici, con una densità di 441 ppi (pixel-per-inch) e un angolo di visione di 178°. Il livello di luminosità richiesto in situazione di pieno sole ha un effetto limitato sulla leggibilità e drena rapidamente la batteria. Il display "Sunlight" integrato nello schermo del Mi 4c utilizza una specifica tecnologia a livello hardware per regolare il contrasto di ogni pixel in tempo reale, in modo che le immagini risentano meno dei riflessi.
Gli smartphone, generalmente, presentano un livello minimo di luminosità relativamente alto (attorno a 5 cd/m) che può infastidire l'utente in condizioni di totale oscurità. La tecnologia implementata nel Mi 4c risolve il problema con un controllo più preciso della retroilluminazione che può essere ridotta fino a 1 cd/m. Il colore blu può influenzare la secrezione della melatonina, da cui dipende il sonno. Lo schermo del 4c può ridurre la componente blu per migliorare il sonno dell'utente. Per rendere migliore la visualizzazione, la società ha deciso di fondere il sensore tattile assieme al display. Questo passaggio elimina la rifrazione della luce causata da spazi d'aria tra i due strati e si traduce in colori più ricchi e migliore contrasto.

#### Batteria
Il Mi 4c possiede uno spessore di soli 7,8 mm, la batteria è da 3080mAh e possiede una tensione di carica di 4,4 V per una ricarica più rapida.

#### Fotocamera
Il Mi 4c ha un sensore posteriore da 13 megapixel , il sensore dispone di una tecnologia di messa a fuoco PDAF, che permette di raggiungere una velocità di messa a fuoco di soli 0.1 secondi. E ' in grado di catturare video a 1080p e a 120fps . Il flash LED dual-tone aiuta a catturare immagine nitide con una corretta illuminazione anche in ambienti scarsamente illuminati . Il sensore ha un ampio angolo di 85 ° e una lunghezza focale di f / 2.0 , che può coprire una prospettiva più ampia di una fotocamera ordinaria , il che significa che l'utente può fare una fotografia con un numero di persone maggiore.

#### Connettività
ll Mi 4c ha una migliore gestione delle reti 2G / 3G / 4G, grazie alla tecnologia Dual-SIM rivista; in particolare quando due carte sono collegati contemporaneamente, è possibile scegliere quale utilizzare per usare la rete 4G. La modalità di roaming intelligente consente un uso ottimale della rete cellulare anche al di fuori del territorio nazionale. Oltre alla sua velocità di connessione, quando l'utente prende un trasporto ad alta velocità (ad esempio una linea ferroviaria ad alta velocità), il segnale del telefono viene generato con circa 1000 Hz di spostamento dello spettro, molto più del normale range di errore accettato; questo compromette gravemente la qualità della comunicazione. La tecnologia implementata nel dispositivo permette la correzione efficace di questo offset dello spettro, garantendo il miglior segnale possibile per garantire una trasmissione stabile del segnale, in modo che l'utente possa continuare ad usare i servizi di rete come in una situazione normale.
Per rendere migliore il collegamento Wi-Fi 802.11ac , gli ingegneri hanno aggiunto al Mi 4c una doppia antenna Wi-Fi che permette di inviare e ricevere dati e navigare sul Web più velocemente. Il Mi 4c dispone di connettività USB type-C.